# Virgen de la Quinta Angustia (Gaspar de Acosta)
La Virgen de la Quinta Angustia es una talla de 1604 realizada por Gaspar de Acosta. Portada antiguamente el Viernes Santo, la imagen está ubicada en la Capilla de Nuestra Madre de las Angustias en la Iglesia de San Vicente Mártir de Zamora (Castilla y León, España).

## Historia
Gracias al documento notarial conservado, con fecha del 31 de octubre de 1603, se conoce que Bernabé Suárez Meléndez, vástago de los promotores de la construcción de la Capilla de Nuestra Madre de las Angustias, y el escultor Gaspar de Acosta acordaron la hechura de dos imágenes en madera de nogal de Nuestra Señora del Descendimiento de la Cruz con Cristo muerto en su regazo (destinada al nicho ubicado sobre la portada exterior de la capilla) y la Quinta Angustia con siete espadas en el pecho; esta última, destinada al nicho de la puerta colateral, debía seguir fielmente un modelo en barro que poseía Acosta. En el contrato se acordó un precio de 500 reales y quedó plasmado que las tallas debían estar terminadas para el Miércoles Santo de 1604.
La imagen constituye una de las numerosas copias de la Virgen de las Angustias tallada hacia 1561 por Juan de Juni para la Ilustre Cofradía Penitencial de Nuestra Señora de las Angustias de Valladolid, ampliamente difundida gracias al grabado de Juan de Roelas (1597),: p. 17  cuya plancha de cobre se conserva en el Museo Nacional de Escultura, contando la Iglesia de San Vicente Mártir con un lienzo del siglo xvii en el que se representa esta misma advocación mariana y existiendo numerosas réplicas de la talla vallisoletana, entre las que destacan la Virgen de los Cuchillos de Cuéllar, la Virgen de las Angustias de Segovia, la Virgen de las Angustias de Salamanca, la Dolorosa de Alba de Tormes, la Dolorosa de Oviedo, la Dolorosa de Astorga y la Dolorosa de Medina de Rioseco.

## Descripción
La Virgen, emplazada en uno de los nichos laterales del presbiterio de la capilla, aparece sentada en una roca con una disposición ligeramente helicoidal del cuerpo con el fin de remarcar el grado de ansiedad producto del estado de trance en el que se encuentra sumida. La pierna derecha se halla flexionada y hacia delante mientras que la izquierda está doblada hacia atrás, gesto que provoca un leve arqueamiento del tronco hacia el lado izquierdo, con el hombro de este lado adelantado respecto al otro. La disposición de ambas piernas guarda consonancia en cierta forma con los brazos ya que el derecho se apoya en el pecho en señal de desconsuelo mientras que el izquierdo se halla estirado hacia la parte posterior y cubierto por el manto, con la mano parcialmente tapada a imagen y semejanza de la talla de Juni, quien tenía por costumbre cubrir partes anatómicas con pañería, destacando en este aspecto diversas obras: la María Magdalena del Santo Entierro (1541-1544) del Museo Nacional de Escultura; la Virgen de la Esperanza (c. 1550) de la Iglesia de Santiago de Allariz; el relieve de la Virgen de la Piedad (1550-1560) del retablo de la Capilla de los Alderete en la Iglesia museo de San Antolín de Tordesillas; el San Juan del Calvario de Ciudad Rodrigo (1556-1557) del Museo Nacional de Escultura; y la María de Cleofás del Santo Entierro (1566-1571) de la Catedral de Segovia.
La carga emocional radica en la cabeza, elevada, con la boca ligeramente abierta y los ojos alzados hacia el cielo en actitud suplicante, estando la obra caracterizada en líneas generales por una composición piramidal y robusta, si bien a diferencia de la escultura de Valladolid esta no posee el mismo nivel de patetismo. La imagen, ahuecada en el reverso (costumbre de la época para aligerar el peso y evitar el agrietamiento de la madera),: p. 29  luce ropajes superpuestos consistentes en una túnica bermellón y un sayo ribeteado por encima de manga corta en color naranja con envés en verde y abertura en el pecho, una toca blanca y un manto azul con cenefa dorada apoyado en el hombro izquierdo el cual cae por la parte posterior y se recoge entre las piernas, siendo la policromía y el dorado obra del propio Acosta. Los paños lucen una gran cantidad de drapeados en forma de arista («de poca fortuna» según el delegado diocesano para el Patrimonio y la Cultura José Ángel Rivera de las Heras) que dotan a la imagen de gran movimiento y aspecto almidonado, destacando un marcado equilibrio en las ondulaciones de todas las prendas, si bien en la zona del pecho, donde la mano derecha entra en contacto con las telas, no se producen tantos pliegues como en la imagen vallisoletana, lo que disminuye la sensación de profundidad, destacando un hueco en el que antiguamente se colocaba un corazón con siete espadas.

## Restauración
La talla, considerablemente deteriorada, fue sometida a un proceso de restauración entre los meses de junio y septiembre de 2013. La intervención, acometida por Óscar Manuel Morales Romero y con un coste de 1400 euros sufragados en su totalidad por la parroquia de San Vicente Mártir, consistió en eliminar barnices y llevar a cabo una reintegración cromática y volumétrica, añadiéndose un pedestal para dotar de mayor altura a la Virgen debido a que tiene el rostro muy elevado, permitiendo así una mejor apreciación de las facciones.